# Juliusz Artur Wurzel
Juliusz Artur Wurzel (ur. 1887 w Stanisławowie, zm. 1944 w Brytyjskim Mandacie Palestyny) – polski adwokat i publicysta żydowskiego pochodzenia senator I kadencji II RP.

## Życiorys
Urodził się w Stanisławowie. Ukończył studia prawnicze podczas których związał się z ruchem syjonistycznym. Praktykował jako adwokat we Lwowie. Był współzałożycielem i publicystą Chwili. W latach 1922–1928 sprawował mandat senatora I kadencji. W 1938 wyjechał do Palestyny, gdzie zmarł w Hajfie.